# بوب بيل (مهندس)
بوب بيل (بالإنجليزية: Bob Bell)‏ هو مصمم ومهندس بريطاني، ولد في 10 أبريل 1958 في بلفاست في المملكة المتحدة.